# Santa Maria degli Angeli (frazione d'Assís)
Santa Maria degli Angeli és una frazione de la comune d'Assís a la Província de Perusa, Úmbria, a la Itàlia central. És a una altitud de 218 metres sobre el nivell del mar. Segons el cens de l'ISTAT de 2001 comptava 6.665 habitants, i és a uns 4 km al sud del nucli d'Assís.
El nom de la ciutat fou usat pels missioners franciscans per a denominar l'actual ciutat de Los Angeles, que ha esdevingut una de les ciutats més grans dels Estats Units d'Amèrica. Hi ha la basílica de Santa Maria degli Angeli, que inclou la Porciúncula, el santuari més sagrat de la família franciscana, ja que St. Francesc d'Assís hi va viure i morir.